# Atletika na Letních olympijských hrách 1992 – 400 metrů překážek muži
Běh na 400 metrů překážek mužů na Letních olympijských hrách 1992 se uskutečnil ve dnech 3.–6. srpna na Olympijském stadionu v Barceloně. Zlatou medaili získal Američan Kevin Young, který časem 46,78 vytvořil nový světový rekord. Stříbrnou medaili získal Winthrop Graham z Jamajky a bronzovou Kriss Akabusi z Velké Británie.

## Výsledky finálového běhu
| *                | jméno             | země                   | čas   |
| ---------------- | ----------------- | ---------------------- | ----- |
| Zlatá medaile    | Kevin Young       | Spojené státy americké | 46,78 |
| Stříbrná medaile | Winthrop Graham   | Jamajka                | 47,66 |
| Bronzová medaile | Kriss Akabusi     | Velká Británie         | 47,82 |
| 4                | Stéphane Diagana  | Francie                | 48,13 |
| 5                | Niklas Wallenlind | Švédsko                | 48,63 |
| 6                | Oleg Tverdochleb  | Sjednocený tým         | 48,63 |
| 7                | Stéphane Caristan | Francie                | 48,86 |
| 8                | David Patrick     | Spojené státy americké | 49,26 |